# Jeb Bush
John Ellis “Jeb” Bush (Midland (Texas), 11 februari 1953) is een Amerikaans politicus van de Republikeinse Partij. Hij was de 43e gouverneur van Florida van 1999 tot 2007. Hij is een prominent lid van de familie Bush: hij is de tweede zoon van de 41e president van de Verenigde Staten George H.W. Bush en Barbara Bush, de jongere broer van de 43e president George W. Bush en de oudere broer van Neil Bush, Marvin Bush en Dorothy Bush Koch. Zijn bijnaam ''Jeb'' komt af van zijn initialen J.E.B. (John Ellis Bush).

## Levensloop
Bush studeerde aan Universiteit van Texas in Austin. Daar behaalde hij in 1973 een Bachelor of Arts in Latijns-Amerikaanse studies. Na zijn afstuderen ging hij werken bij de internationale afdeling van de Texas Commerce Bank. Hij trouwde in februari 1974 met de Mexicaanse Columba Garnica Gallo, die hij tijdens een uitwisselingsproject in Mexico had leren kennen. Samen kregen zij drie kinderen. In november 1977 werd hij naar Caracas gestuurd, de hoofdstad van Venezuela, om een nieuw bankfiliaal op te zetten. Bush werkte daar twee-en-een-halfjaar en keerde toen naar de Verenigde Staten terug om zich in te zetten voor de campagne in 1980 van zijn vader voor het vicepresidentschap van de Verenigde Staten.
Na afloop van de verkiezingen trok Bush naar Florida waar hij een baan vond als handelaar in vastgoed. In de jaren daarna hield hij zich ook met andere zaken op. Zo kocht hij een schoenwinkel op en werd mede-eigenaar van de NFL-ploeg Jacksonville Jaguars. Bush werd ook mede-eigenaar in het vastgoedbedrijf, dat uitgegroeid was als het leidende bedrijf in Zuid-Florida.
Bush speelde een belangrijke rol in 1986 bij de verkiezing van Bob Martinez als gouverneur van Florida. Deze maakte Bush daarom minister van Handel in zijn kabinet. Bush trok zich in 1988 terug uit deze functie, om weer deel te nemen aan de verkiezingscampagne van zijn vader.
De eerste keer stelde Bush zich in 1994 verkiesbaar voor het gouverneurschap van Florida, maar hij verloor de verkiezingen van de Democraat Lawton Chiles. In dat jaar werd zijn broer George wel verkozen als gouverneur van Texas. Daarna startte hij The Foundation For Florida’s Future, een denktank die het politieke proces aan de basis, bij het publiek, wilde beïnvloeden. Bush schreef in die periode ook het boek Profiles in Character.
Bij de gouverneursverkiezingen in 1998 won hij wel en werd gouverneur van Florida. Bush versloeg de Democraat Buddy MacKay en won met een ruime marge. Florida was onder leiding van Bush de eerste Amerikaanse staat die het zogeheten vouchersysteem aanvaardde. Dit systeem had als doel het onder druk zetten van het openbaar onderwijs om de kwaliteit te verbeteren. Ouders van leerlingen van een school die 2 jaar achter elkaar de (laagste) F-status kregen hadden voortaan de voucheroptie. Dat betekende dat zij hun schoolgeld via een voucher ter waarde van 4000 dollar teruggestort kregen. Zij konden daarmee dan het onderwijs op een andere school financieren, als die hun "voucherleerling" tenminste aanvaardde.
Bush ondertekende wetgeving waarmee de Everglades beschermd zouden worden en als tegenstander van federale plannen voor olieboringen voor de kust van Florida. In oktober 2005 sloot hij een compromis met Republikeinen in het Congres, waarbij olieboringen binnen een straal van 125 mijl voor de kust alleen met toestemming van de staat Florida mochten.
Ook was Bush betrokken bij de euthanasiezaak-Terri Schiavo. Deze vrouw had bij een ongeluk een hersenbeschadiging opgelopen, en lag al vijftien jaar in een diepe coma. Haar man besliste uiteindelijk haar van de voeding af te halen, waardoor ze een langzame dood zou sterven. Dit besluit werd door haar ouders aangevochten bij de rechter. Bush, die van huis uit episcopaals was, maar zich later bekeerde tot het katholicisme, ondertekende een wet waarmee toestemming werd gegeven dat Schiavo weer aan de voeding zou worden gezet. De wet werd ongrondwettelijk verklaard door het Hooggerechtshof van de staat Florida, terwijl het federale Hooggerechtshof weigerde de zaak in behandeling te nemen. Uiteindelijk stierf Schiavo na 13 dagen.
Onder Bush als gouverneur vonden er 21 executies plaats. Hij besloot de elektrische stoel te vervangen door een injectie als executiewijze. De elektrische stoel blijft optioneel. Dit was het gevolg van de executie van Allen Lee Davis, die verschillende brandwonden opliep.
Bush stelde zich in 2002 herkiesbaar voor het gouverneurschap. Hij werd door de Democratische Partij aangewezen als het belangrijkste doelwit om te verslaan bij de tussentijdse verkiezingen van 2002. Bush wist echter met een grote marge zijn Democratische opponent Bill McBride te verslaan.
In juni 2015 stelde Jeb Bush zich kandidaat voor de voorverkiezingen van de Amerikaanse presidentsverkiezingen van 2016. Hij was de elfde Republikein die in de race stapte. Op 20 februari 2016 maakte Bush bekend dat hij de presidentscampagne opgaf, nadat hij voor de derde keer op rij bij de Republikeinse voorverkiezingen (in Iowa, New Hampshire en South Carolina) een tegenvallend resultaat had geboekt.
- CiNii: DA16655596
- Gemeinsame Normdatei: 133297098
- International Standard Name Identifier: 0000 0001 1447 7625
- Library of Congress Control Number: n96073715
- National Archives and Records Administration: 10574926
- Nationale Bibliotheek van Israël: 987012329532905171
- Nationale Bibliotheek van Polen: a0000002953030
- Nederlandse Thesaurus van Auteursnamen: 380684713
- SNAC: w6x92nbd
- Système universitaire de documentation: 138467013
- Virtual International Authority File: 73123927
- WorldCat: E39PBJtCGycmVgwX9bCRGbkbh3